# 오이즈미하라촌
오이즈미하라촌(大泉原村)은 미에현 이나베군에 설치되었던 촌이다. 현재의 이나베시 중부에 해당한다.

## 역사
- 1889년 4월 1일 - 정촌제 시행에 의해 이나베군 오이즈미하라촌이 성립하였다.
- 1941년 2월 11일 - 가사다촌, 오이즈미촌과 합병해 이나베정이 성립하여, 동일 오이즈미하라촌은 폐지되었다.

## 참고문헌
- 角川日本地名大辞典 24 三重県